# Avenged Sevenfold
Avenged Sevenfold (vaak afgekort als A7X) is een Amerikaanse hardrock- en heavymetalband uit Huntington Beach, Californië.

## Biografie

### Vroegere jaren  tot 2003
De band is opgericht in 1999. Na het maken van enkele demo's, nam Avenged Sevenfolds hun eerste album, Sounding the Seventh Trumpet, op toen de bandleden nog op een highschool zaten. Het werd in eerste instantie in 2001 uitgebracht onder hun eerste label, Good Life Recordings. Toen leadgitarist Synyster Gates zich bij de band aansloot, werd het openingsnummer "To End the Rapture" opnieuw opgenomen met Gates erbij en werd het album opnieuw uitgebracht, nu onder Hopeless Records. Hun volgende album, genaamd Waking the Fallen, werd ook uitgebracht onder Hopeless Records in 2003. Het kreeg een positieve recensie in Rolling Stone magazine. Kort na het album was uitgebracht werd Avenged Sevenfold verbonden aan Warner Bros. Records.

### 2004 - 2007
City of Evil, het derde album, dat werd uitgebracht op 7 juni 2005, bevatte geen metalcore en M. Shadows koos ervoor om het screamen uit dit album te laten, in tegenstelling tot de eerste twee. Ondanks dat Shadows bekendmaakte zijn stembanden en keel te hebben beschadigd door verkeerde screamtechnieken, en daaropvolgend een operatie onderging om de problemen te verhelpen, heeft dat niet geleid tot de verandering in muziekstijl. In hun recente dvd "All Excess" vertelde Mudrock, de producer van Avengeds tweede en derde album, dat Shadows voorafgaand aan Waking the Fallen aangaf een cd te willen maken welke voor de helft bestond uit schreeuwen (Waking the Fallen) en daarna één zonder geschreeuw. Dit leidde tot City of Evil. Echter houdt hij vol dat hij beter kan schreeuwen dan ooit sinds de operatie en zangles van coach Ron Anderson, die heeft gewerkt met verschillende artiesten waaronder Axl Rose en Kylie Minogue.

### 2007 - 2009
In 2006 rondde A7x een wereldtournee af, waar zij de Verenigde Staten, Europa, Japan, Australië en Nieuw-Zeeland aandeden. Na het afzeggen van de herfst en winter 2006 tourdata, kondigde de band aan dat ze plannen hadden voor hun vierde studioalbum, getiteld Avenged Sevenfold, met de uitgave gepland op 30 oktober 2007. M. Shadows heeft duidelijk te kennen gegeven dat dit geen City of Evil deel 2 of Waking the Fallen deel 2 zal zijn, maar het zal fans van de beide albums aantrekken terwijl het toch een verrassing zal blijven. Avenged Sevenfold meldde dat het mixen van het album was afgerond begin augustus 2007. De eerste liedjes werden gespeeld op hun Aziatische tour in 2007 waar ze concerten gaven in Indonesië, Singapore en Japan. Op 9 augustus 2007 maakte de band de tracklist bekend op hun MySpace en op 17 augustus gaven zij een filmpje vrij met daarin een deel van het liedje “Critical Acclaim”, samen met de boodschap dat het te koop zal zijn via iTunes als de eerste single van het album op 28 augustus. Het liedje werd ook luisterbaar op hun MySpace. De videoclip voor hun eerste échte single van album, “Almost Easy”, werd toegevoegd aan de Kerrang TV playlist in Engeland op 27 september.
Op 17 juli 2007 bracht Avenged Sevenfold hun eerste dvd, All Excess, uit. De dvd bevat een documentaire en live beelden die dateren van 1999 samen met videoclips en de ‘Making of’ de Seize the Day videoclip. De dvd is bij elkaar 156 minuten aan beeld rijk. Voor de uitgave werden er meerdere trailers uitgezonden in de Verenigde Staten.
In 2008 toerde de band mee met Iron Maiden tijdens het Europese deel van hun Somewhere back in time world tour.
Ze hebben tussendoor ook nog een nieuwe dvd/album uitgebracht; dit bevatte een live dvd van een concert in Long Beach Californië en een kort nieuw album genaamd "Diamonds In The Rough". Dit werd uitgebracht begin 2009.
In 2009 traden ze op als onderdeel van het muziekfestival Sonisphere 2009 in Engeland. Dit was het laatste concert van drummer The Rev. De band was al begonnen met het schrijven van muziek voor een nieuw album, toen op 28 december 2009 drummer The Rev dood werd aangetroffen in zijn woning. Later zou als doodsoorzaak 'medicijnen in combinatie met alcohol' worden vastgesteld.

### 2010 - 2011
Direct na de dood van hun drummer verklaarden de overige bandleden dat de band zou worden ontbonden. Hier kwamen ze op terug omdat zij zelf ook zouden willen dat de band doorging als er iets met hun gebeurde. Mike Portnoy, toen nog drummer bij Dream Theater, werd als vervanger gevraagd. Hij was de favoriete drummer van The Rev. Na opnamen van het album Nightmare bleef Portnoy bij de band voor optredens, hoewel beiden bleven ontkennen dat hij de vaste vervanger zou zijn.
In het najaar van 2010 verliet Portnoy zijn eigen band. Hoewel hij in december nog met Avenged Sevenfold naar Irak en Koeweit vloog om op te treden voor Amerikaanse troepen, kondigde de band in januari 2011 een nieuwe drummer aan. Arin Ilejay zou de band komen versterken bij optredens. Na diverse optredens, voornamelijk op festivals, gaf de band aan blij te zijn met Ilejay. Wel wilden ze nog zien of hij ook in staat was nummers te schrijven met de band. In Europa trad de band onder andere op bij Graspop en Pinkpop.

### 2012 - 2014
In april 2012 won Avenged Sevenfold prijzen voor 'Beste live band' en 'meest toegewijde fans' van het muziekmagazine Revolver. In april en mei toert de band door Azië.
In september brengen ze het nummer Carry on uit dat wordt gebruikt in het videospel Call of Duty: Black Ops II.
In november deelt zanger M. Shadows mee dat ze al vanaf de opnamen voor Carry on aan een nieuw album werken. In januari 2013 begint de band met opnemen. In mei wordt bekendgemaakt dat drummer Ilejay is opgenomen als bandlid en vervanging van The Rev.
Op 27 augustus 2013 wordt het nieuwe album uitgebracht onder de titel Hail to the King. Het is het eerste album zonder bijdragen van The Rev. De eerste single van het album (en tevens het titelnummer) bereikt de eerste plaats in de Billboard 200.

### 2015 - heden
In oktober 2014 wordt bekend dat de band in de zomer van 2015 aan een nieuw album gaat werken dat vermoedelijk uit zal komen in 2016. Medio 2015 neemt de band afscheid van drummer Ilejay. Als reden gaf de band dat er creatieve verschillen waren ontstaan. Op 4 november 2015 wordt bekendgemaakt dat Brooks Wackerman de nieuwe drummer van de band is.

### Bandnaam en songtekstinhoud
De naam van de band is een verwijzing naar het boek Genesis in de Bijbel, waarin Kaïn is gestraft door in ballingschap te moeten leven wegens de moord op zijn broer. God tekende hem zodat niemand hem zou doden vanwege zijn zonde. De man wie het aandurfde Kaïn te doden zou “worden gewroken in zevenvoud”. De titel van het lied “Chapter Four” refereert aan Genesis 4:15, het hoofdstuk in de Bijbel waar het verhaal van Kaïn en Abel plaatsvindt. Het onderwerp van het liedje is ook hetzelfde als dit verhaal. “Beast and the Harlot”, nog een liedje met een Bijbelse achtergrond, komt voort uit het boek Openbaring, echter is het geschreven in de eerste persoon en refereert het naar de bestraffing van Babylon de Grote, wereld keizerrijk en houder van valse religie. Nog een Bijbelse verwijzing komt voor in “The Wicked End”. In dit nummer wordt meerdere malen gezegd: “dust the apple off, savor each bite, and deep inside you know Adam was right” (“stof de appel af, geniet van elke hap, en van diep binnenin wist je dat Adam gelijk had”), wat refereert aan Eva die van het verboden fruit at. Ondanks dat de namen van de band en de bandleden Bijbelse achtergronden hebben heeft Shadows aangegeven dat zij geen religieuze band zijn. “Iedereen die de songteksten leest en écht wat van ons zou weten zou weten dat wij niets promoten”, vertelde hij. “Iets van deze band waarvan ik houd is dat we nooit echt enige vorm van politieke of religieuze invloed uitoefenen op mensen. Muziek is er om te entertainen en kan provocerend zijn, maar dat proberen we niet, zeg maar, iemand in te wrijven. Er zijn tegenwoordig te veel bands die dat doen vind ik.” De band heeft besloten politieke teksten te gebruiken in het nummer Critical Acclaim.

## Bandleden

### Huidige bandleden
- M. Shadows - zang
- Synyster Gates – leadgitaar
- Zacky Vengeance – slaggitaar
- Johnny Christ – basgitaar
- Brooks Wackerman - drums

### Vroegere bandleden
- Justin Meacham - basgitaar
- Dameon Ash – basgitaar
- Zach Robinson - gitaar
- Evan Diprima - drums
- The Reverend Tholomew Plague (overleden 2009) – drums
- Mike Portnoy - drums
- Arin Ilejay - drums

## Discografie

### Albums
| Uitgave           | Titel                                   | Label                | Opmerkingen |
| ----------------- | --------------------------------------- | -------------------- | --- |
| 31 januari 2001   | Sounding the Seventh Trumpet            | Goodlife Recordings  | Debuutalbum (opnieuw uitgebracht op 19 maart 2002 met de toevoeging van Synyster Gates bij het nummer “To End the Rapture (Heavy Metal version)”)                                                              |
| 26 augustus 2003  | Waking the Fallen                       | Hopeless Records     | Tweede “full-length” album en het eerste met Johnny Christ als bassist. Dit was het laatste A7x album dat metalcore bevatte en tevens het laatste waar M. Shadows met overmaat schreeuwde.                     |
| 7 juni 2005       | City of Evil                            | Warner Bros. Records | Avenged Sevenfolds derde volledige album. Dit is het album wat duidelijk de overstap in muziekstijl aangaf. M. Shadows heeft het schreeuwen achter zich gelaten en geeft de voorkeur aan meer melodieuze zang. |
| 30 oktober 2007   | Avenged Sevenfold                       | Warner Bros. Records | Avengeds “self-titled” volledige album uitgebracht met Halloween. Vooralsnog heeft dit album de hoogste posities gehaald bij de uitgave op de verkooplijsten in de USA.                                        |
| 12 september 2008 | Live in the LBC & Diamonds in the Rough | Warner Bros. Records | Avenged Sevenfolds b-side album met de bands eerste live-DVD. |
| 27 juli 2010      | Nightmare                               | Warner Bros. Records | Het vijfde studioalbum van Avenged Sevenfold. Op dit album is het laatste werk van The Rev te horen. |
| 27 augustus 2013  | Hail to the King                        | Warner Bros. Records | Het zesde studioalbum van Avenged Sevenfold. Het album met het eerste werk van de nieuwe drummer Arin Ilejay.                                                                                                  |
| 28 oktober 2016   | The Stage                               | Capitol Records      | Het zevende studioalbum van Avenged Sevenfold. Dit is het eerste album met nieuwe drummer Brooks Wackerman. |
| 2 juni 2023       | Life Is But a Dream...                  | Warner Bros. Records | Het achtste studioalbum van Avenged Sevenfold. Eerste album sinds Nightmare met contributies van Jimmy "The Rev" Sullivan                                                                                      |

### Ep’s
| Uitgave      | Titel                | Label               | Opmerkingen |
| ------------ | -------------------- | ------------------- | --- |
| 31 juli 2001 | Warmness on the Soul | Goodlife Recordings | Dit is de eerste cd waar gitarist Synyster Gates en het nummer “To End the Rapture (Heavy Metal Version)” op voorkomen. |

### Demo’s
Alle liedjes uitgebracht op de twee demo’s kwamen terug op de tracklist van hun debuutalbum Sounding the Seventh Trumpet
| Jaar van uitgave | Tracklist | Bandleden                                                                                                |
| ---------------- | --- | --- |
| 1999             | 1. Forgotten Faces 2. Thick and Thin 3. The Art of Subconsious Illusion                                           | - M. Shadows – zang - Zacky Vengeance - gitaar - Matt Wend - bass - The Reverend Tholomew Plague - drums |
| 2000             | 1. Lips of Deceit 2. We Come Out at Night 3. Forgotten Faces 4. Thick and Thin 5. The Art of Subconsious Illusion | - M. Shadows – zang - Zacky Vengeance - gitaar - Matt Wend - bass - The Reverend Tholomew Plague - drums |

### Singles
| Jaar | Titel                   | Album                                                  |
| ---- | ----------------------- | ------------------------------------------------------ |
| 2001 | ”Warmness on the Soul”  | Sounding the Seventh Trumpet                           |
| 2003 | ”Unholy Confessions”    | Waking the Fallen                                      |
| 2005 | ”Burn it Down”          | City of Evil                                           |
| 2005 | ”Bat Country”           | City of Evil                                           |
| 2006 | ”Beast and the Harlot”  | City of Evil                                           |
| 2006 | ”Seize the Day”         | City of Evil                                           |
| 2007 | ”Critical Acclaim”      | Avenged Sevenfold                                      |
| 2007 | ”Almost Easy”           | Avenged Sevenfold                                      |
| 2007 | ”Afterlife”             | Avenged Sevenfold                                      |
| 2010 | ”Nightmare”             | Nightmare                                              |
| 2010 | "Welcome To The Family" | Nightmare                                              |
| 2011 | "So Far Away"           | Nightmare                                              |
| 2011 | "Not Ready To Die"      | Call of Duty: Black Ops - Call Of The Dead             |
| 2012 | "Carry On"              | Carry On (Call of Duty: Black Ops II Version) - Single |
| 2013 | "Hail to the king"      | Hail to the King                                       |
| 2013 | "Shepherd of Fire"      | Hail to the King                                       |
| 2014 | "This Means War"        | Hail to the King                                       |
| 2016 | "The Stage"             | The Stage                                              |
| 2017 | "God Damn"              | The Stage (Deluxe Edition)                             |
| 2017 | "Wish You Were Here"    | The Stage (Deluxe Edition)                             |
| 2018 | "Mad Hatter"            | Call Of Duty: Black Ops 4                              |
| 2020 | "Set Me Free"           | Diamonds in the Rough (Rerelease)                      |
| 2023 | "Nobody"                | Life Is But a Dream...                                 |
| 2023 | "Mattel"                | Life Is But a Dream...                                 |

### Videografie
| Datum             | Titel                             | Opmerking                                                           |
| ----------------- | --------------------------------- | ------------------------------------------------------------------- |
| Maart 2001        | Warmness on the Soul              | Professionele video                                                 |
| 6 maart 2004      | Unholy Confessions                | Live-video's met albumversie op achtergrond                         |
| Juni 2005         | Burn it Down                      | Live-video's met albumversie op achtergrond                         |
| 28 juli 2005      | Bat Country                       | Professionele video geregisseerd door Marc Klasfeld                 |
| 6 februari 2006   | Beast and the Harlot              | Professionele video geregisseerd door Tony Petrossian               |
| 30 juni 2006      | Seize the Day                     | Professionele video geregisseerd door Wayne Isham                   |
| 17 juli 2007      | All Excess                        | dvd incluis een documentaire, live optredens, videoclips en extra’s |
| 25 september 2007 | Almost Easy                       | Professionele video geregisseerd door P.R. Brown                    |
| 12 maart 2008     | Afterlife                         | Professionele video geregisseerd door Wayne Isham                   |
| 15 juni 2008      | Dear God                          | Professionele video geregisseerd door Rafa Alcantara                |
| 16 september 2008 | Avenged Sevenfold Live in the LBC | Professionele dvd geregisseerd door Warner Bros                     |
| 27 oktober 2009   | A Little Piece of Heaven          | Geanimeerde video geregisseerd door Rafa Alcantara                  |
| 17 juli 2010      | Nightmare                         | Professionele video's geregisseerd door Wayne Isham                 |
| 5 april 2011      | So Far Away                       | Professionele video's geregisseerd door Wayne Isham                 |
| 16 augustus 2013  | Hail to the King                  | Professionele video geregisseerd door Syndrome                      |
| 7 november 2013   | Shepherd Of Fire                  | Professionele video geregisseerd door Wayne Isham                   |
| 5 juli 2014       | This Means War                    | Professionele video's geregisseerd door Rafa Alcantara              |
| 16 september 2014 | Chapter Four                      | Professionele video's geregisseerd door Rafa Alcantara              |
| 13 oktober 2016   | The Stage                         | Professionele video geregisseerd door Chris Hopewell                |
| 27 april 2017     | God Damn                          | Professionele en live video's geregisseerd door Rafa Alcantara      |
| 9 juni 2017       | Malagueña Salerosa                | Professionele en live video's geregisseerd door Rafa Alcantara      |
| 5 juli 2017       | Retrovertigo                      | Professionele en live video's geregisseerd door Rafa Alcantara      |
| 14 juli 2017      | Dose                              | Professionele en live video's geregisseerd door Rafa Alcantara      |
| 4 augustus 2017   | Runaway                           | Professionele en live video's geregisseerd door Rafa Alcantara      |
| 25 augustus 2017  | God Only Knows                    | Professionele en live video's geregisseerd door Rafa Alcantara      |
| 8 september 2017  | As Tears Go By                    | Professionele en live video's geregisseerd door Rafa Alcantara      |
| 6 oktober 2017    | Wish You Were Here                | Professionele en live video's geregisseerd door Rafa Alcantara      |
| 14 maart 2023     | Nobody                            | Geanimeerde video geregisseerd door Chris Hopewell                  |
| 12 mei 2023       | We Love You                       | Geanimeerde video geregisseerd door Ryan McKinnon                   |
| 21 september 2023 | Mattel                            | Geanimeerde video geregisseerd door Zoe Katz                        |
| 19 maart 2024     | Cosmic                            | Geanimeerde video geregisseerd door Chris Hopewell                  |

### Overige toevoegingen
| Jaar | Titel                                            | Label                              | Liedje(s) |
| ---- | ------------------------------------------------ | ---------------------------------- | --- |
| 2002 | Plea for Peace/Take Action! Vol. 2               | Subcity Records                    | ”Turn the Other Way” |
| 2003 | Take Action! Vol. 3                              | Subcity Records                    | ”Chapter Four” |
| 2003 | Warped Tour 2003 cd                              | SideOne Dummy Records              | ”Darkness Surrounding” |
| 2003 | Metal=Live cd/dvd                                | Subcity Records                    | ”Unholy Confessions” + videoclip |
| 2003 | Operation: Punk Rock Freedom                     | Hopeless Records / Subcity Records | ”Chapter Four” & “Darkness Surrounding” |
| 2004 | Hopelessly Devoted to You Vol. 4                 | Hopeless Records / Subcity Records | ”Second Heartbeat” & “Darkness Surrounding” |
| 2005 | Hopelessly Devoted to You Vol. 5                 | Hopeless Records / Subcity Records | ”Chapter Four” & “Eternal Rest (live)” (met “Unholy Confessions” videoclip op bijgevoegde dvd)                                                                |
| 2005 | Masters of Horror Soundtrack                     |                                    | ”Beast and the Harlot” (live) |
| 2006 | Kerrang! – High Voltage: A Brief History of Rock |                                    | ”Walk” (Pantera cover) |
| 2006 | Hopelessly Devoted to You Vol. 6                 | Hopeless Records / Subcity Records | ”Darkness Surrounding” & “Unholy Confessions” (met “Unholy Confessions” videoclip en “We Come Out at Night” live @ Warped Tour 2003 video op bijgevoegde dvd) |
| 2006 | Kerrang! – Kerrang! Awards 2006                  |                                    | ”Beast and the Harlot” |

## Hitnoteringen
| Album met eventuele hitnotering(en) in de Nederlandse Album Top 100 | Datum van verschijnen | Datum van binnenkomst | Hoogste positie | Aantal weken | Opmerkingen |
| ------------------------------------------------------------------- | --------------------- | --------------------- | --------------- | ------------ | ----------- |
| Nightmare                                                           | 2010                  | 04-09-2010            | 47              | 2            |             |
| Hail To The King                                                    | 2013                  | 31-08-2013            | 6               | 3            |             |
| The Stage                                                           | 2016                  | 05-11-2016            | 68              | 1            |             |

| Album met hitnotering(en) in de Vlaamse Ultratop 200 albums | Datum van verschijnen | Datum van binnenkomst | Hoogste positie | Aantal weken | Opmerkingen |
| ----------------------------------------------------------- | --------------------- | --------------------- | --------------- | ------------ | ----------- |
| Nightmare                                                   | 2010                  | 04-09-2010            | 67              | 2            |             |
| Hail To The King                                            | 2013                  | 31-08-2013            | 23              | 9            |             |
| The Stage                                                   | 2016                  | 05-11-2016            | 79              | 9            |             |

## Gastoptredens
- "Savior, Saint, Salvation" – Bleeding Through samen met M. Shadows
- "The River" – Good Charlotte samen met M. Shadows en Synyster Gates
- "Buffalo Stampede" – Cowboy Troy samen met M. Shadows
- "Turn Out The Lights" - Steel Panther samen met M. Shadows
- "Falling Away From Me" (LIVE) – Korn samen met M. Shadows die tijdelijk Jonathan Davis verving (vanwege medische redenen)
- "Like Always" – A Permanent Holiday samen met M. Shadows
- "Dirty Little Girl" - Burn Halo met Synyster Gates
- "Nothing to say" - Slash met M. Shadows
- "Go Alone" - Hell Or Highwater met M. Shadows
- "Sandpaper" - Fozzy met M. Shadows
- "Save Me" - Machine Gun Kelly met M. Shadows en Synyster Gates